# Nuoto ai XVII Giochi del Mediterraneo - 200 metri dorso maschili
Le gare di nuoto nella categoria 200 metri dorso maschili si sono tenute il 22 giugno 2013 al Yeni Olimpik Yüzme Havuzu di Mersin.

## Calendario
Fuso orario EET (UTC+3).
| Data      | Ora   | Turno    |
| --------- | ----- | -------- |
| 22 giugno | 9:40  | Batterie |
| 22 giugno | 18:10 | Finale   |

## Risultati
I 9 atleti partecipanti vengono inquadrati in due batterie rispettivamente da 4 e 5 nuotatori ciascuna. Si qualificano alla finale i primi otto tempi.

### Batterie
| Pos. | Nome                    | Nazione   | Tempo   | Batt. | Corsia | Note |
| ---- | ----------------------- | --------- | ------- | ----- | ------ | ---- |
| 1    | Eric Ress               | Francia   | 2'03"54 | 2     | 5      | Q    |
| 2    | Benjamin Stasiulis      | Francia   | 2'04"48 | 1     | 4      | Q    |
| 3    | Damiano Lestingi        | Italia    | 2'04"54 | 1     | 5      | Q    |
| 4    | Alejandro García Martín | Spagna    | 2'08"26 | 2     | 3      | Q    |
| 5    | Federico Turrini        | Italia    | 2'08"60 | 2     | 4      | Q    |
| 6    | Gorazd Chepishevski     | Macedonia | 2'08"66 | 2     | 2      | Q    |
| 7    | Ali Uğur Erdoğan        | Turchia   | 2'08"96 | 2     | 6      | Q    |
| 8    | Furkan Turan            | Turchia   | 2'11"94 | 1     | 6      | Q    |
| 9    | Taki Mrabet             | Tunisia   | DNS     | 1     | 3      |      |

### Finale
| Pos.             | Atleta                  | Nazionalità | Tempo   | Corsia |
| ---------------- | ----------------------- | ----------- | ------- | ------ |
|                  | Benjamin Stasiulis      | Francia     | 1'58"66 | 5      |
|                  | Federico Turrini        | Italia      | 1'59"72 | 2      |
| Damiano Lestingi | Italia                  | 1'59"72     | 3       |        |
| 4                | Eric Ress               | Francia     | 2'00"63 | 4      |
| 5                | Alejandro García Martín | Spagna      | 2'06"34 | 6      |
| 6                | Ali Uğur Erdoğan        | Turchia     | 2'07"29 | 1      |
| 7                | Gorazd Chepishevski     | Macedonia   | 2'08"81 | 7      |
| 8                | Furkan Turan            | Turchia     | 2'11"97 | 8      |